# Oilinyphia peculiaris
Oilinyphia peculiaris is een spinnensoort in de taxonomische indeling van de hangmatspinnen (Linyphiidae).
Het dier behoort tot het geslacht Oilinyphia. De wetenschappelijke naam van de soort werd voor het eerst geldig gepubliceerd in 1989 door Hirotsugu Ono & Kendo Saito.